# Drum național 67
Der Drum național 67 (rumänisch für „Nationalstraße 67“), kurz DN67, ist eine Hauptstraße in Rumänien. 

## Verlauf
Die Straße zweigt in Drobeta-Turnu Severin vom Drum național 6 (Europastraße 70) ab, verläuft in generell nordöstlicher Richtung über Broșteni, wo der Drum național 67A nach Südosten abzweigt, und nach Querung des Flusses Olteț über die moderne Industriestadt Motru zur Kreishauptstadt Târgu Jiu, überquert hier den Jiu (Schil), und verläuft weiter durch die Getischen Vorkarpaten. Dort zweigen in Scoarț der Drum național 67B und in Bengești die über die Südkarpaten führende Hochstraße Transalpina (Drum național 67B) ab. In Horezu endet an der Straße der Drum național 65C. Die Straße verläuft nunmehr über den Badeort Băile Govora zur Kreishauptstadt Râmnicu Vâlcea und endet dort am Drum național 7 (zugleich Europastraße 81).
Die Länge der Straße beträgt rund 197 Kilometer.